# Championnat du monde de vitesse moto 1955
Navigation
Édition précédente Édition suivante
Le Championnat du monde de vitesse moto 1955 est la septième saison de vitesse moto organisée par la FIM.

Ce championnat comporte huit courses de Grand Prix, toutes courues en Europe, pour quatre catégories : 500 cm3, 350 cm3, 250 cm3 et 125 cm3.

## Attribution des points
Les points du championnat sont attribués aux six premiers de chaque course :
- Premier : 8 points
- Second : 6 points
- Troisième : 4 points
- Quatrième : 3 points
- Cinquième : 2 points
- Sixième : 1 point

## Grands Prix
| N° | Course                            | Lieu        | Vainqueur 125 cm³ | Vainqueur 250 cm³   | Vainqueur 350 cm³ | Vainqueur 500 cm³ | Résultat |
| -- | --------------------------------- | ----------- | ----------------- | ------------------- | ----------------- | ----------------- | -------- |
| 1  | Grand Prix d'Espagne              | Montjuïc    | Luigi Taveri      |                     |                   | Reg Armstrong     | Résultat |
| 2  | Grand Prix de France              | Reims       | Carlo Ubbiali     |                     | Duilio Agostini   | Geoff Duke        | Résultat |
| 3  | Tourist Trophy                    | Île de Man  | Carlo Ubbiali     | Bill Lomas          | Bill Lomas        | Geoff Duke        | Résultat |
| 4  | Grand Prix d'Allemagne de l'Ouest | Nürburgring | Carlo Ubbiali     | Hermann Paul Müller | Bill Lomas        | Geoff Duke        | Résultat |
| 5  | Grand Prix de Belgique            | Spa         |                   |                     | Bill Lomas        | Giuseppe Colnago  | Résultat |
| 6  | Grand Prix des Pays-Bas           | Assen       | Carlo Ubbiali     | Luigi Taveri        | Ken Kavanagh      | Geoff Duke        | Résultat |
| 7  | Grand Prix d'Ulster               | Dundrod     |                   | John Surtees        | Bill Lomas        | Bill Lomas        | Résultat |
| 8  | Grand Prix des Nations            | Monza       | Carlo Ubbiali     | Carlo Ubbiali       | Dickie Dale       | Umberto Masetti   | Résultat |

## Résultats de la saison

### Championnat 1955 catégorie 500 cm³
| Clas. | Pilote            | Pays             | Constructeur | Points | Victoires |
| ----- | ----------------- | ---------------- | ------------ | ------ | --------- |
| 1     | Geoff Duke        | Royaume-Uni      | Gilera       | 36     | 4         |
| 2     | Reg Armstrong     | Irlande          | Gilera       | 30     | 1         |
| 3     | Umberto Masetti   | Italie           | MV Agusta    | 19     | 1         |
| 4     | Giuseppe Colnago  | Italie           | Gilera       | 13     | 1         |
| 5     | Carlos Bandirola  | Italie           | MV Agusta    | 10     | 0         |
| 6     | Bill Lomas        | Royaume-Uni      | Moto Guzzi   | 8      | 1         |
| 7     | John Hartle       | Royaume-Uni      | Norton       | 6      | 0         |
| =     | Libero Liberati   | Italie           | Gilera       | 6      | 0         |
| =     | Pierre Monneret   | France           | Gilera       | 6      | 0         |
| =     | Walter Zeller     | Allemagne        | BMW          | 6      | 0         |
| 11    | Bob McIntyre      | Royaume-Uni      | Norton       | 5      | 0         |
| 12    | Ken Kavanagh      | Australie        | Moto Guzzi   | 4      | 0         |
| =     | Dickie Dale       | Royaume-Uni      | Moto Guzzi   | 4      | 0         |
| =     | Léon Martin       | Belgique         | Gilera       | 4      | 0         |
| 15    | Tito Forconi      | Italie           | MV Agusta    | 4      | 0         |
| 16    | Jack Brett        | Royaume-Uni      | Norton       | 3      | 0         |
| =     | Drikus Veer       | Pays-Bas         | Gilera       | 3      | 0         |
| =     | Duilio Agostini   | Italie           | Moto Guzzi   | 3      | 0         |
| =     | Orlando Valdinoci | Italie           | Gilera       | 3      | 0         |
| 20    | Bob Brown         | Australie        | Matchless    | 2      | 0         |
| =     | Alfredo Milani    | Italie           | Gilera       | 2      | 0         |
| =     | Jacques Collot    | France           | Norton       | 2      | 0         |
| =     | Peter Murphy      | Nouvelle-Zélande | Matchless    | 2      | 0         |
| =     | Nello Pagani      | Italie           | MV Agusta    | 2      | 0         |
| =     | Auguste Goffin    | Belgique         | Norton       | 2      | 0         |
| 26    | Jack Ahearn       | Australie        | Norton       | 1      | 0         |
| =     | John Clark        | Royaume-Uni      | Matchless    | 1      | 0         |
| =     | Firmin Dauwe      | Belgique         | Norton       | 1      | 0         |
| =     | Derek Ennett      | Royaume-Uni      | Matchless    | 1      | 0         |
| =     | Eddie Grant       | Afrique du Sud   | Norton       | 1      | 0         |
| =     | John Storr        | Royaume-Uni      | Norton       | 1      | 0         |
| =     | Ernst Riedelbauch | Allemagne        | BMW          | 1      | 0         |

### Championnat 1955 catégorie 350 cm³
| Clas. | Pilote            | Pays             | Constructeur | Points | Victoires |
| ----- | ----------------- | ---------------- | ------------ | ------ | --------- |
| 1     | Bill Lomas        | Royaume-Uni      | Moto Guzzi   | 32     | 4         |
| 2     | Dickie Dale       | Royaume-Uni      | Moto Guzzi   | 18     | 1         |
| 3     | August Hobl       | Allemagne        | DKW          | 17     | 0         |
| 4     | Ken Kavanagh      | Australie        | Moto Guzzi   | 14     | 1         |
| 5     | Cecil Sandford    | Royaume-Uni      | Moto Guzzi   | 13     | 0         |
| 6     | John Surtees      | Royaume-Uni      | Norton       | 11     | 0         |
| 7     | Duilio Agostini   | Italie           | Moto Guzzi   | 8      | 1         |
| 8     | Bob McIntyre      | Royaume-Uni      | Norton       | 8      | 0         |
| 9     | John Hartle       | Royaume-Uni      | Norton       | 7      | 0         |
| 10    | Roberto Colombo   | Italie           | Moto Guzzi   | 7      | 0         |
| 11    | Keith Campbell    | Australie        | Norton       | 4      | 0         |
| 12    | Enrico Lorenzetti | Italie           | Moto Guzzi   | 3      | 0         |
| =     | Auguste Goffin    | Belgique         | Velocette    | 3      | 0         |
| 14    | Peter Murphy      | Nouvelle-Zélande | AJS          | 3      | 0         |
| =     | Karl Hofmann      | Allemagne        | DKW          | 3      | 0         |
| 16    | Maurice Quincey   | Australie        | Norton       | 2      | 0         |
| 17    | Hans Bartl        | Pays-Bas         | DKW          | 2      | 0         |
| 18    | Jacques Collot    | France           | Norton       | 1      | 0         |

### Championnat 1955 catégorie 250 cm³
| Clas. | Pilote              | Pays        | Constructeur | Points | Victoires |
| ----- | ------------------- | ----------- | ------------ | ------ | --------- |
| 1     | Hermann Paul Müller | Allemagne   | NSU          | 16     | 1         |
| 2     | Cecil Sandford      | Royaume-Uni | Moto Guzzi   | 14     | 0         |
| 2     | Bill Lomas          | Royaume-Uni | NSU          | 13     | 1         |
| 4     | Luigi Taveri        | Suisse      | MV Agusta    | 11     | 1         |
| 5     | Umberto Masetti     | Italie      | MV Agusta    | 11     | 0         |
| 6     | Sammy Miller        | Royaume-Uni | NSU          | 10     | 0         |
| 7     | John Surtees        | Royaume-Uni | NSU          | 8      | 1         |
| =     | Carlo Ubbiali       | Italie      | MV Agusta    | 8      | 1         |
| 9     | Hans Baltisberger   | Allemagne   | NSU          | 6      | 0         |
| =     | Wolfgang Brandt     | Allemagne   | NSU          | 6      | 0         |
| 11    | Arthur Wheeler      | Royaume-Uni | Moto Guzzi   | 6      | 0         |
| 12    | Enrico Lorenzetti   | Italie      | Moto Guzzi   | 3      | 0         |
| 13    | Dave Chadwick       | Royaume-Uni | RD Special   | 2      | 0         |
| 14    | Bill Webster        | Royaume-Uni | Velocette    | 1      | 0         |
| =     | Helmut Hallmeier    | Allemagne   | NSU          | 1      | 0         |

### Championnat 1955 catégorie 125 cm³
| Clas. | Pilote              | Pays        | Constructeur | Points | Victoires |
| ----- | ------------------- | ----------- | ------------ | ------ | --------- |
| 1     | Carlo Ubbiali       | Italie      | MV Agusta    | 32     | 5         |
| 2     | Luigi Taveri        | Suisse      | MV Agusta    | 26     | 1         |
| 3     | Remo Venturi        | Italie      | MV Agusta    | 16     | 0         |
| 4     | Giuseppe Lattanzi   | Italie      | Mondial      | 11     | 0         |
| 5     | Angelo Copeta       | Italie      | MV Agusta    | 8      | 0         |
| 6     | Romolo Ferri        | Italie      | Mondial      | 7      | 0         |
| 7     | Bill Webster        | Royaume-Uni | MV Agusta    | 5      | 0         |
| 8     | Rudolf Grimas       | Autriche    | Mondial      | 4      | 0         |
| 9     | Bill Lomas          | Royaume-Uni | MV Agusta    | 3      | 0         |
| =     | August Hobl         | Allemagne   | DKW          | 3      | 0         |
| =     | Karl Lottes         | Allemagne   | MV Agusta    | 3      | 0         |
| =     | Tarquinio Provini   | Italie      | Mondial      | 3      | 0         |
| 13    | Bernhard Pertrusche | Allemagne   | IFA          | 2      | 0         |
| =     | Willi Scheidhauer   | Allemagne   | MV Agusta    | 2      | 0         |
| =     | Sigfried Wünsche    | Allemagne   | DKW          | 2      | 0         |
| 16    | Marcelo Cama        | Espagne     | Montesa      | 1      | 0         |
| =     | Paolo Campanelli    | Italie      | Mondial      | 1      | 0         |
| =     | Erhard Krumpholz    | Allemagne   | IFA          | 1      | 0         |
| =     | Ross Porter         | Royaume-Uni | MV Agusta    | 1      | 0         |
| =     | Erich Wünsche       | Allemagne   | MV Agusta    | 1      | 0         |